# Pierre-Louis Cade
Pour les articles homonymes, voir Cade.
Pierre-Louis Cade est un homme politique français né le 15 août 1787 à Florac (Lozère) et décédé à une date inconnue.

## Biographie
Pierre-Louis Cade naît le 15 août 1787 à Florac. Il est le fils de Jean Joseph Cade, avocat, et de son épouse Marie Anne Boyer.
Avocat à Florac, Pierre-Louis Cade est nommé sous-préfet à Florac en 1800 puis devient secrétaire général de la préfecture de Lozère. Il est député de la Lozère en 1815, pendant les Cent-Jours.

## Sources
- « Pierre-Louis Cade », dans Adolphe Robert et Gaston Cougny, Dictionnaire des parlementaires français, Edgar Bourloton, 1889-1891 [détail de l’édition]